# Liste von Science-Fiction-Literatur mit Messias-Figuren

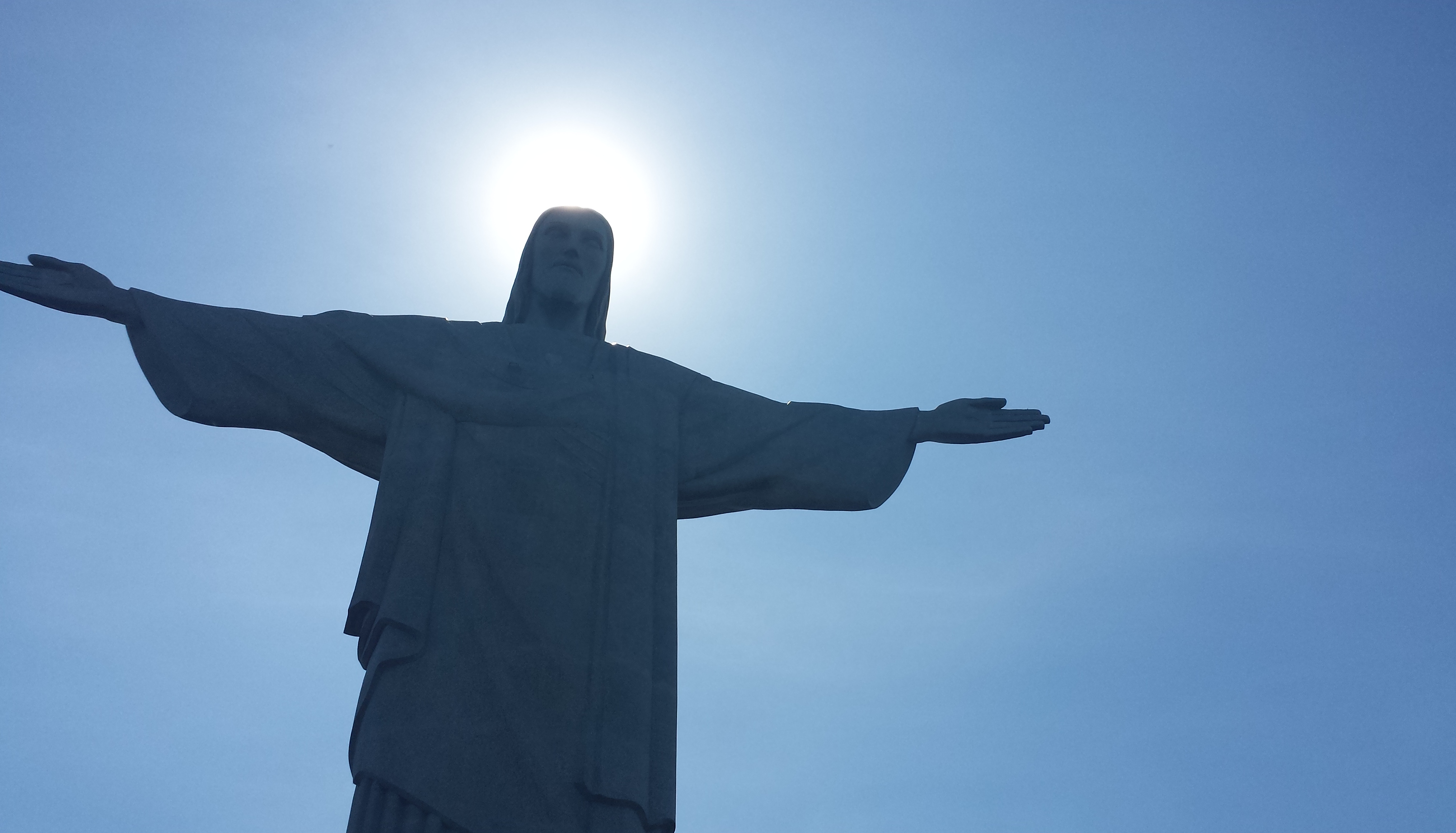

Die Liste von Science-Fiction-Literatur mit Messias-Figuren ist eine Liste von Sci-Fi-Romanen, -Kurzgeschichten und -Comics, in denen thematisch Messias-Figuren eine Rolle spielen. Im Gegensatz zu theologisch-wissenschaftlichen Werken oder Jesus-Romanen, die aus religiöser Sicht das Leben und die Lehre des Messias Jesus Christus abhandeln, stellt die Sci-Fi-Literatur das Messianische in den Kontext des Fantastischen, wie z. B. Zeitreisen, Raumfahrt, alternative Realitäten, Parallelwelten, ferne Planeten mit außerirdischem Leben, paranormale Fähigkeiten, futuristische Kybernetik, reproduktives Klonen etc.
Messias-Figuren, die „manchmal unsympathisch als verblendete, unehrliche oder falsch interpretierte Figuren dargestellt werden, deren Lehren mehr schaden als nützen“, sind nur ein Aspekt von mehreren religiösen Themenbereichen, die in der Sci-Fi-Literatur interpretiert werden.

## Liste der literarischen Sci-Fi-Werke
| Titel                                                                       | Autor                                                            | Form           | Jahr | Verlag/Journal                              | Thema |
| --------------------------------------------------------------------------- | ---------------------------------------------------------------- | -------------- | ---- | ------------------------------------------- | --- |
| When the Sleeper Wakes (auch The Sleeper Awakes; Wenn der Schläfer erwacht) | H. G. Wells                                                      | Roman          | 1899 | Harper & Brothers                           | Graham fällt in eine Schlafstarre und wacht als Berühmtheit und reichster Mann er Erde 200 Jahre später auf. Er erlebt das Elend der Arbeiter, lässt sich nicht durch die regierenden Plutokraten manipulieren und kämpft und opfert sich für die rebellischen Massen.                           |
| When It Was Dark: The Story of a Great Conspiracy                           | Cyril Ranger Gull                                                | Roman          | 1903 | London Greening & Co                        | Eine Welt versinkt in Chaos durch eine Verschwörung gegen die Existenz und den Glauben an Jesus. |
| Around a Distant Star                                                       | Jean Delaire (Pseudonym von Pauline Celestine Elisa Touchemolin) | Roman          | 1904 | John Long Ltd                               | Ein mit einem Super-Teleskop ausgestattetes Raumschiff fliegt mit 2000-facher Lichtgeschwindigkeit zu einem fernen Planeten, um von dort rückblickend Zeuge der letzten Tage Christi zu werden.                                                                                                  |
| Made in His Image                                                           | Cyril Ranger Gull                                                | Roman          | 1906 | Hutchinson                                  | Eine Welt in Chaos wird erlöst durch den erneuerten Glauben an Jesus. |
| The Baumoff Explosion (auch Eloi, Eloi, Lama Sabachthani)                   | William Hope Hodgson                                             | Kurzgeschichte | 1919 | Nash's Magazine                             | Durch eine Droge übernimmt der Wissenschaftler Baumoff die Identität Jesu – mit für ihn furchtbaren Folgen. |
| Jesus Christ in Texas                                                       | William Edward Burghardt Du Bois                                 | Kurzgeschichte | 1920 | Harcourt, Brace and Howe                    | Wiederkunft Jesu Christi im Texas des 20. Jahrhunderts |
| They Call Me Carpenter: A Tale of the Second Coming                         | Upton Sinclair                                                   | Roman          | 1922 | Boni & Liveright                            | Die Wiederkunft Jesu Christi löst Zuneigung und Konflikte aus. |
| This Above All (1943: Above All Else)                                       | Matthew Phipps Shiel                                             | Roman          | 1933 | The Vanguard Press                          | Weggefährten und Anhänger Jesu leben unerkannt als Unsterbliche auf der Erde und warten auf seine Wiederkunft. |
| Superman                                                                    | Jerry Siegel und Joe Shuster                                     | Comic          | 1938 | Action Comics                               | Geschichten um den außerirdische Kryptonier Kal-El, ein Messias der Popkultur (a popular culture messiah), der als übermenschlicher Retter der Hilflosen und Unterdrückten (saviour of the helpless and suppressed) für das Gute kämpft.                                                         |
| Farewell to the Master (Abschied vom Herrn)                                 | Harry Bates                                                      | Kurzgeschichte | 1940 | Astounding Science Fiction                  | Ein außerirdischer Messias warnt und rettet die Erde. |
| What Dreams May Come                                                        | John Davys Beresford                                             | Roman          | 1941 | Hutchinson                                  | Der Protagonist wird durch seine Träume Schöpfer einer utopischen Gesellschaft. |
| The Man (Der Mann)                                                          | Ray Bradbury                                                     | Kurzgeschichte | 1949 | Thrilling Wonder                            | Raumfahrer auf einem fernen Planeten erfahren von der Ankunft Jesu. |
| Time and Again (auch Time Quarry und First He Died; Tod aus der Zukunft)    | Clifford D. Simak                                                | Roman          | 1950 | Galaxy Science Fiction                      | Ein von Aliens mit psychischen Kräften versehener Raumfahrer kehrt zu einer sehr veränderten Erde zurück. |
| The Skull Der Schädel                                                       | Philip K. Dick                                                   | Kurzgeschichte | 1952 | If                                          | Conger kann Freilassung aus dem Gefängnis erreichen, wenn er 200 Jahre in der Vergangenheit einen Mann tötet, ehe dieser zum Gründer eines einflussreichen anti-Technologie-Kults wird. Mit dem Schädel dieses Founders reist Conger ins Jahr 1960, wo er eine überraschende Feststellung macht. |
| The Traveller                                                               | Richard Matheson                                                 | Kurzgeschichte | 1954 | Chamberlain Press, Born of Man and Woman    | Ein Professor macht eine Zeitreise zur Kreuzigung Jesu, um als neutraler Beobachter davon zu berichten. |
| The Star                                                                    | Arthur C. Clarke                                                 | Kurzgeschichte | 1955 | Infinity Science Fiction                    | Astronauten entdecken die gesichert verborgenen Überreste einer sehr erdähnlichen Zivilisation, die durch eine Supernova zerstört wurde. Der leitende Astrophysiker, ein Jesuit, berechnet, wann das Licht dieser Explosion auf der Erde gesehen werden konnte.                                  |
| A Canticle for Leibowitz (Lobgesang auf Leibowitz)                          | Walter M. Miller, Jr.                                            | Roman          | 1959 | J. B. Lippincott & Co.                      | Nach einem globalen Atomkrieg bewahrt der jüdische Elektrotechniker Leibowitz als konvertierter, katholischer Ordensgründer Bücher und Wissen der Welt. Er wird gefoltert und ermordet, aber durch die Jahrtausende entwickelt sich sein Bild zu dem eines Heiligen.                             |
| Robot Son                                                                   | Robert F. Young                                                  | Kurzgeschichte | 1959 | Fantastic Universe                          | In einer fernen Zukunft erschafft der Maschinengott, der für die Funktion alles Technologischen sorgt, einen Sohn, der von den Menschen Buße und Anbetung verlangt. |
| Stranger in a Strange Land (Fremder in einer fremden Welt)                  | Robert Heinlein                                                  | Roman          | 1961 | Putnam Publishing Group                     | Der letzte Überlebende der Marskolonie wird zur Erde gebracht. Mit übermenschlichen Fähigkeiten ausgestattet erfährt er das Leben auf der Erde, berührt zutiefst die Menschen, die er dabei trifft, wird schließlich vom Mob getötet, lebt aber als Geistwesen weiter.                           |
| The Rescuer                                                                 | Arthur Porges                                                    | Kurzgeschichte | 1962 | Analog Science Fiction and Fact             | Eine Zeitreise zur Kreuzigung Jesu, um ihn zu retten, wird verhindert. |
| The Streets of Ashkelon (auch An Alien Agony)                               | Harry Harrison                                                   | Kurzgeschichte | 1962 | Brian Aldiss's New Worlds #122              | Aliens führen ein Experiment durch, um zwischen Empirismus und dem Glauben an Jesus entscheiden zu können. |
| Seven Day's Wonder                                                          | Edward Wellen                                                    | Kurzgeschichte | 1963 | The Magazine of Fantasy and Science Fiction | Jesu Wiederkunft wird in Ich-Form erzählt. |
| A Rose for Ecclesiastes (Die 2224 Tänze von Locar)                          | Roger Zelazny                                                    | Kurzgeschichte | 1963 | The Magazine of Fantasy and Science Fiction | Der Erdbewohner Gallinger erlernt auf dem Mars die Hochsprache der Marsianer, studiert ihre heiligen Texte und wird unabsichtlich der vorhergesagte Prophet einer neuen Zeit. |
| The Dead Lady of Clown Town (Die tote Lady von Clowntown)                   | Cordwainer Smith                                                 | Roman          | 1964 | Galaxy Science Fiction                      | Eine Jeanne-d’Arc-Variante ereignet sich auf einem fernen Planeten. |
| The Three Stigmata of Palmer Eldritch                                       | Philip K. Dick                                                   | Roman          | 1964 | Doubleday                                   | In einer umweltzerstörten Welt erleichtert Palmer Eldritch mit der außerirdischen Droge Chew-Z das Leben von Millionen von Menschen – aber Eldritchs Identität und seine Absichten liegen im Dunkeln.                                                                                            |
| Behold the Man, (auch I.N.R.I oder Die Reise mit der Zeitmaschine)          | Michael Moorcock                                                 | Kurzgeschichte | 1966 | New Worlds                                  | Karl Glogauer macht eine Zeitreise ins Heilige Land. Als er endlich Jesus findet, muss er eine schwerwiegende Entscheidung treffen. |
| You and Me and the Continuum (Du und ich und das Kontinuum)                 | James Graham Ballard                                             | Roman          | 1966 | Roberts & Vinter                            | Die Wiederkunft Jesu in der Neuzeit, die völlig andres als geplant verläuft. |
| Lord of Light (Herr des Lichts)                                             | Roger Zelazny                                                    | Roman          | 1967 | Magazine of Fantasy and Science Fiction     | Auf einem fernen Planeten kontrollieren technisch überlegene Erdbewohner gottgleich die Existenz der einheimischen Spezies. Der Protagonist Sam ist ein Abtrünniger, der in der Rolle des Siddhartha Gautama gegen diese Unterdrückung kämpft.                                                   |
| Jesus Christs                                                               | Arthur John Langguth                                             | Roman          | 1968 | Harper & Row                                | Der mehrfacher Tod und die folgende Auferstehung Jesu führen zu immer neuen Situationen. |
| The Masks of Time (auch Vornan-19)                                          | Robert Silverberg                                                | Roman          | 1968 | Ballantine Books                            | Ein zeitreisender Messias aus dem Jahr 2999 verkündet die Zukunft der Erde. |
| Past Master (Astrobe, der goldene Planet)                                   | Raphael Aloysius Lafferty                                        | Roman          | 1968 | Ace Books                                   | Die Bewohner des Planeten Astrobe leben in Wohlstand und Überfluss, erleben aber sozialen und moralischen Niedergang. Sie holen Thomas Moore aus seinr Zeit, um sie durch sein moralisches Wissen zu retten und ihnen den richtigen Weg zu zeigen.                                               |
| Planet in the Eye of Time                                                   | Brian Earnshaw                                                   | Roman          | 1968 | Hodder & Stoughton                          | 700 Jahre in der Zukunft nehmen Studenten an einer Expedition durch ein Zeitportal teil, um das Wunder der Wiederauferstehung Christi zu untersuchen. |
| The Last Starship From Earth                                                | John Boyd (eigentlich Boyd Bradfield Upchurch)                   | Roman          | 1968 | Weybright & Talley                          | Ein KI-Papst regiert eine alternative Welt, in der ein revolutionärer Jesus (ohne Kreuzigung) das Römische Reich gestürzt und eine weltweite Theokratie errichtet hat. |
| Isle of the Dead (Die Insel der Toten)                                      | Roger Zelazny                                                    | Roman          | 1969 | Ace Books                                   | Der Weltenschöpfer Sandow stellt sich auf seiner eigenen Welt seinen Feinden, um seine Freunde zu retten. |
| Dune Messiah (Dünen-Messias)                                                | Frank Herbert                                                    | Roman.         | 1969 | Putnam Publishing                           | (Bd. 2 von 6) Paul Atreides ist Regent des Wüstenplaneten Arrakis und als „Muad'Dib“ der Messias für die relgiösen Fremen. Ehe er als blinder Prediger in der Wüste verschwindet, muss er sich gegen Widersacher im Innern durchsetzen, um seine Kinder zu beschützen.                           |
| Messiah Trilogy: Bd. 1 The Rector                                           | Anthony Storey                                                   | Roman          | 1970 | Rizzoli International Publivations          | Wiederkunft Jesu im England der Neuzeit |
| The Messiah (auch Welcome Aboard)                                           | Ray Bradbury                                                     | Kurzgeschichte | 1971 | Welcome Abord Magazine                      | Ein marsianischer Empath kann nicht nur Jesus verkörpern, es muss es auch tun. |
| The Book of Stier (Der Große Stier)                                         | Robin Sanborn                                                    | Roman          | 1971 | Berkley Publishing Corporation              | Wie in Tommy sorgt ein aus dem Nichts erscheinender Messias mit außerirdischer Rockmusik für eine große Gefolgschaft. |
| Eyes of Onyx                                                                | Edward Bryant                                                    | Kurzgeschichte | 1971 | Ballantine Books                            | Im Winter einer trostlosen Zukunft bieten Juan und sein Vater einer Schwangeren und ihrem Partner Unterkunft. Der Vater hilft bei der Geburt des Babys, das tiefschwarze Augen hat. Juan hat eine Vermutung.                                                                                     |
| The Astrologer                                                              | John Cameron                                                     | Roman          | 1972 | Random House                                | Ein Astrologe, der Berichten über die Wiederkunft Christi nachgeht, gerät in Probleme. |
| Messiah Trilogy: Bd. 2 The Centre Holds                                     | Anthony Storey                                                   | Roman          | 1973 | Marion Boyars                               | Wiederkunft Jesu im England der Neuzeit |
| Let's Go to Golgotha! (Auf nach Golgatha)                                   | Garry Kilworth                                                   | Kurzgeschichte | 1974 | Sunday Times Weekly Review                  | Eine Zeitreise zur Kreuzigung Jesu lässt ahnen, dass die anwesende Volksmenge nur aus Zeitreise-Touristen besteht. |
| Messiah Trilogy: Bd. 3 The Saviour                                          | Anthony Storey                                                   | Roman          | 1978 | Marion Boyars                               | Wiederkunft Jesu im England der Neuzeit |
| Kalki                                                                       | Gore Vidal                                                       | Roman          | 1978 | Random House                                | Vor einem apokalyptischen Krieg inszeniert sich der Protagonist James J. Kelly in einem ausgeklügelten, religiösen Schwindel als Reinkarnation der Hindu-Gottheit Kalki, um nach der Vernichtung der Menschheit die Erde neu zu bevölkern.                                                       |
| Jesus on Mars (Der Erlöser vom Mars)                                        | Philip José Farmer                                               | Roman          | 1979 | Pinnacle Press                              | Jesus, der unter den Krsh auf dem Mars lebt, begibt sich mit einer Flotte als Erlöser zur Erde, wo seine Ankunft Zuneigung aber auch Feindseligkeiten auslöst. |
| The Walking Shadow (Zeitsprünge)                                            | Brian M. Stableford                                              | Roman          | 1979 | Fontana                                     | Ein Zeitreisender, gefolgt von seinen Anhängern und Versuchungen ausgesetzt, will das Überleben der Menschheit in ferner Zukunft sichern. |
| Smile on the Void: The Mythhistory of Ralph M'Botu Kitaj                    | Stuart Gordon                                                    | Roman          | 1981 | Berkley Publishing Corporation              | Am Ende des 20. Jahrhunderts erkennt der reichste Mann der Welt seine wahre Bestimmung. |
| The Divine Invasion(Die göttliche Invasion)                                 | Philip K. Dick                                                   | Roman          | 1981 | Timescape Books/Simon & Schuster            | Yahweh wird wiedergeboren, doch er, seine Mutter und ihre Freunde sind in Gefahr – doch sie sind nicht allein. |
| Mission                                                                     | Patrick Tilley                                                   | Roman          | 1981 | Little, Brown and Company                   | Wiederkunft Jesu: Ein an Händen, Füssen und den Rippen verwundeter Mann wird in New York aufgefunden. |
| The Cross of Fire                                                           | Barry N. Malzberg                                                | Roman          | 1982 | Ace Books                                   | Ein Mann entflieht einer technokratischen, kalten Zukunft, indem er sich drogeninduziert im Rahmen einer Therapie in religiöse Persönlichkeiten, auch Jesus, versetzt und deren Leben durchlebt.                                                                                                 |
| The Gospel According to Gamaliel Crucis (auch The Astrogator's Testimony)   | Michael Bishop                                                   | Roman          | 1983 | Kudzu Planet Productions                    | Wiederkunft Jesu in Form einer außerirdischen Gottesanbeterin |
| The Man in the Tree                                                         | Damon Knight                                                     | Roman          | 1984 | Berkley Books                               | Ein messianischer Riese mit paranormalen Kräften verändert die Welt. |
| Godbody                                                                     | Theodore Sturgeon                                                | Roman          | 1986 | Donald I. Fine                              | Godbody verändert das Leben der Leute in einer kleinen Stadt in Neuengland, aber das gefällt nicht allen. |
| Only Begotten Daughter (Die eingeborene Tochter)                            | James Kenneth Morrow                                             | Roman          | 1990 | William Morrow and Company                  | Der Roman erzählt die Geschichte von Julie Katz, der Halbschwester Jesu, die durch „inverse Parthenogenese“ in den Vereinigten Staaten geboren wird. |
| Live from Golgotha                                                          | Gore Vidal                                                       | Roman          | 1992 | Random House                                | Zeitreisende aus mehreren Epochen beeinflussen das Leben Jesu Christi. |
| The Hammer of God (Der Hammer Gottes)                                       | Arthur C. Clarke                                                 | Roman          | 1993 | Bantam Spectra                              | Ein Asteriod bedroht die technologisierte Weltgemeinschaft, in der Fatima Magdalene, die Prophetin Chrislam (Christentum + Islam + Computer/Gehirn-Interface) eigene Ziele hat. |
| Christ Clone Trilogy: Bd. 1 In His Image (Das Jesus-Gen)                    | James BeauSeigneur                                               | Roman          | 1997 | SelectiveHouse                              | Wiederkunft Jesu durch reproduktives Klonen von DNA aus dem Turiner Grabtuch |
| Christ Clone Trilogy: Bd. 2 Birth of an Age                                 | James BeauSeigneur                                               | Roman          | 1997 | SelectiveHouse                              | Wiederkunft Jesu durch reproduktives Klonen von DNA aus dem Turiner Grabtuch |
| Christ Clone Trilogy: Bd. 3 Acts of God                                     | James BeauSeigneur                                               | Roman          | 1997 | SelectiveHouse                              | Wiederkunft Jesu durch reproduktives Klonen von DNA aus dem Turiner Grabtuch |
| Corrupting Dr. Nice                                                         | John Kessel                                                      | Roman          | 1997 | Tor Books                                   | Zeitreisen sind 2063 gang und gäbe und durch die Entdeckung von Moment-Universen werden Zeitparadoxa vermieden. Auf diese Weise kann Jesus in die Neuzeit geholt werden. |
| Das Jesus Video                                                             | Andreas Eschbach                                                 | Roman          | 1998 | Schneekluth-Verlag                          | Zeitreise ins Heilige Land |
| The Light of Other Days (Das Licht ferner Tage)                             | Arthur C. Clarke und Stephen Baxter                              | Roman          | 2000 | Tor Books                                   | Die auf Wurmloch-Technologie basierende WormCam erlaubt, in die Vergangenheit zu sehen und die Weltgeschiche direkt zu erleben. Jesus war in der Realität der uneheliche Sohn eines römischen Zenturios und hatte als Jugendlicher tatsächlich Großbritannien besucht.                           |
| The Jesus Thief                                                             | Jamilla Rhines Lankford                                          | Roman          | 2003 | Great Reads Books                           | Wiederkunft Jesu durch reproduktives Klonen von DNA aus dem Turiner Grabtuch |
| Jesus Christ, Animator                                                      | Ken MacLeod                                                      | Kurzgeschichte | 2007 | Pyr                                         | Wiederkunft Jesu in eine sehr veränderte Welt |
| Punk Rock Jesus                                                             | Sean Murphy                                                      | Comic          | 2012 | Vertigo Comics                              | Nach der Wiederkunft Jesu durch reproduktives Klonen von DNA aus dem Turiner Grabtuch wird er medial in einer Reality-Show vermarktet. Der rebellierende Jesus bewirkt Verehrung und Ablehnung.                                                                                                  |
| Der Jesus-Deal                                                              | Andreas Eschbach                                                 | Roman          | 2014 | Lübbe-Verlag                                | Zeitreise, Wiederkunft Jesu und Endzeit |
| Mecha-Jesus                                                                 | Derwin Mak                                                       | Kurzgeschichte | 2014 | EDGE Science Fiction and Fantasy Publishing | In einer Verschmelzung von Christentum und Shintoismus wird in einer japanischen Stadt ein Jesus-Androide als Touristenattraktion einsetzt. |
| The Savage Sword of Jesus Christ                                            | Grant Morrison, Matt and Kevin Molen (the Molen Brothers)        | Comic          | 2017 | Heavy Metal Magazine 284                    | Jesus als bodygebuildeter nordischer Messias |
| Second Coming                                                               | Mark Russell, Richard Pace                                       | Comic          | 2020 | AHOY Comics                                 | Wiederkunft Jesu als Sidekick eines Superhelden |